# 李家塘站
李家塘站是一个沪昆铁路上的铁路车站，位于上海市闵行区李家塘，目前为五等站，邮政编码为201106。车站建于1986年，最初为沪杭铁路外环线上的一个线路所，1991年升级为车站，1992年建设本站连接莘庄站的李莘联络线，1993年3月31日竣工:252。目前车站办理沪昆线、李莘联络线接发列车工作，不办理客货运业务，设有4条股道。
沪苏湖铁路计划利用既有沪昆铁路七宝站经本站至春申站线位，因此原沪昆铁路及本站站场计划西移。车站新信号楼于2022年8月16日启用，而线路则于2023年9月19日实施拨线，整体向西平移11米。